# نصیرالدین شاه
نصیرالدین شاه (به هندی: नसीरुद्दीन शाह) (زاده ۲۰ ژوئیه ۱۹۵۰) بازیگر هندی است.
از فیلم‌های معروف او می‌توان به انجمن نجیب‌زادگان عجیب اشاره کرد.

## فیلم‌شناسی
فهرست برخی از فیلم‌هایی که نصیرالدین شاه در آنها به ایفای نقش پرداخته‌است:
- انجمن نجیب‌زادگان عجیب
- ماکسیمم
- دره گل‌ها
- جشن
- عینک آفتابی
- هولی
- معجزه
- دروازه چین
- ما پنج نفر
- به نام خدا
- زندگی روز به روزه
- یک چهارشنبه!
- مقبول
- اشتیاق
- اومکارا
- سرفروش
- ادعا
- خون دو رنگ دارد
- مهره
- کریش
- راجنیتی
- نامشروع
- ده داستان
- بی‌قید و شرط
- سرت را بالا نگهدار
- شهامت
- راز سایروس
- باشه عزیزم
- عکس کثیف
- جهان
- نارسیمها
- توپ آتش
- سه‌گانگی
- پیداکردن فانی
- غیرممکن
- ۷ قتل بخشش
- شاهزاده
- یک و نیم بار وابسته به عشق
- نیمی از حقیقت
- نقش
- عمر و جان
- تکان ناگهانی
- این هفت روز
- خوش برگشتید
- کارما
- هیرو هیرلال
- ویرانه
- پایان شب
- غلامی
- چرخ
- بهشت و جهنم بر روی زمین
- پیپلی زنده
- ۳ دیوار
- خشم
- بیگم جان
- عاشقی
- بی‌گناه
- ادویه تند
- لمس
- جنون
- چی می‌شد اگه
- فراق
- اقبال
- فقط اجازه دهید بروم دوستان
- جلوه
- بنیان سنگی
- تغییر چهره
- احضار موهان جوشی
- تقاطع
- سیاست کثیف
- بازار
- پدر جان اول شما
- هستی
- لاکشمن رکها
- پدربزرگ صاحب
- وحشت
- رهایی
- جستجو کردن
- تحویل در منزل
- نجات
- قتل بی‌نقص
- خائن
- آقا
- اراده
- صدمه
- چرا آلبرت پینتو عصبانی میشه؟
- باراه آنا
- بحران آیین
- اعماق
- اجازه
- خانه
- گرگ و میش
- پرونده‌های تاشکند
- سگ‌ها
- مراسم خاکسپاری رامپراساد
- بی‌زبان
- دزدی بزگتر
- مجازات قهرمان
- عالی جدید و شگفت‌انگیز